# عزلة النفيش (حجة)

تعديل مصدري - تعديل

عزلة النفيش هي إحدى عزل مديرية حجة في محافظة حجة اليمنية ويبلغ تعداد سكانها 2297 نسمة حسب التعداد السكاني في اليمن لعام 2004.